# Capillana
Capillana oder Capullana (bl. im 16. Jahrhundert) wird eine lokale weibliche Herrscherin im Norden von Peru genannt, mit der Francisco Pizarro und die spanischen Konquistadoren bei den anfänglichen Erkundigungen entlang der Pazifikküste Südamerikas Kontakt hatten. Capillana ist dabei wahrscheinlich nicht der eigentliche Name der konkreten, in den Berichten erwähnten Herrscherin. Die überlieferten, ausschließlich spanischen Berichte aus der Zeit benutzen Capullana als Wort zur Benennung solcher für Nordperu typischen weiblichen Herrscher, entweder als eigene Wortschöpfung oder in Übernahme der Bezeichnung in der lokalen Sprache.

## Kontext und Überlieferung des Treffens
Das Zusammentreffen von Pizarro und Capillana wird bei Pedro de Cieza de León beschrieben, dessen Werk als von hoher Qualität eingeschätzt wird. Der Ort des Geschehens war im Gebiet von Tumbes in der nordperuanischen Region Piura. Die dort ansässigen Chimú waren erst um 1470 in den Inkastaat eingegliedert worden und daher wahrscheinlich offener für Kontakte, die sie von der Inka-Herrschaft befreien konnten. Die Begegnung fällt in den Zeitraum um 1530, in dem Pizarro auf ersten Erkundigungen im Pazifik war, bis zu seiner Gründung von Piura. Der Bericht beschreibt daher eine vorsichtige Annäherung zwischen der lokalen Herrscherin und einem fremden Besucher, von dem man bisher höchstens gehört hatte.

## Erzählte Geschichte
Die Geschichte wurde einige Male nacherzählt.  In deutscher Sprache gibt es in populärwissenschaftlichen Werken zur Geschichte Amerikas eine Darstellung von Lieselotte und Theodor Engl, die in der Ausgabe von Wolfgang Behringer online verfügbar ist. Sie geht wie folgt:

„[Indios] luden Francisco Pizarro im Namen einer Senora, die Capullana hieß, ein, an Land zu kommen, in einem Hafen etwas mehr gegen Norden zu. […] Sie kamen zu dem besagten Hafen; viele Balsas fuhren ihnen entgegen mit Lebensmitteln und fünf Schafen als Willkomm der Häuptlingsfrau, die sich ihrerseits bereit erklärte, damit der fremde Capitän Vertrauen fasse […], als erste selbst auf sein Schiff zu kommen […] Francisco Pizarro war ganz glücklich über den guten Empfang und […] hieß Nicolas de Ribera, Francisco de Cuellar, Alonso de Molina und Alcön an Land gehen […] Die Fürstin selbst bot ihnen persönlich in einem Gefäß den Trank; Alcön begann ein Auge auf sie zu werfen; sie wollte aber auf jeden Fall den »Capitän« sehen […]. Alcön aber, je länger er sie anschaute, entflammte desto mehr. Auf dem Schiff empfing Francisco Pizarro die Fürstin und ihre Begleitung mit ausgesuchter Höflichkeit […] Alcön aber wandte nicht die Augen von der Capullana […] Zwölf Indios von vornehmem Stand kamen an Bord und blieben [als freiwillige Geiseln]. Pizarro ging an Land […] Die Fürstin ging ihnen zum Willkomm mit großem Gefolge in strenger Ordnung entgegen. [Und es gab ein Fest.] Als das Fest zu Ende war, sprach Francisco Pizarro zu ihnen mit Hilfe der Dolmetscher […] Er versprach, er werde in Kürze wiederkommen zusammen mit Geistlichen, die predigten und tauften. Alle müssten nun den König von Kastilien, den jetzigen Kaiser der Christenheit und mächtigsten Herrscher, als Herrn anerkennen. […] Als Alcön die Häuptlingsfrau entschwinden sah, bat er den Capitän, daß er ihn in jenem Lande lasse. Aber die anderen hielten ihn nicht für ganz klar, und so weigerte sich Pizarro; denn er befürchtete, er werde Unruhe unter die Indios bringen.“

## Nachleben
In einem Biografienwerk des frühen 19. Jahrhunderts wird noch erwähnt, dass Capillana spanisch lernte und Christin wurde und dass in der peruanischen Bibliothek der Dominikaner ein Manuskript von ihr erhalten sei. In diesem Manuskript hat Capillana alte peruanische Denkmäler von Hand gemalt und jedem Denkmal eine historische Erklärung in kastilischer Sprachebeigefügt. Darüber hinaus enthalte das Manuskript eine Darstellung vieler peruanischer Pflanzen mit interessanten Kommentaren zu ihren Eigenschaften und ihrer Verwendung.
Judy Chicago widmete Capillana eine Inschrift auf den dreieckigen Bodenfliesen des Heritage Floor ihrer 1974 bis 1979 entstandenen Installation The Dinner Party. Die mit dem Namen Capillana beschrifteten Porzellanfliesen sind dem Platz mit dem Gedeck für Sacajawea zugeordnet.